# 윤화재인
윤화재인(1982년 4월 3일~, 본명 윤주명)은 대한민국의 가수이다. 과거 소속사는 나우 엔터테인먼트이다.

## 내력

### 본인 앨범
- 2007년 윤화재인 (Season 1)
- 2008년 Shestory (Season 2)
- 2008년 1집 지워도 (Season 3)
- 2009년 Can you.. See my heart
- 2009년 I'll be there
- 2010년 Believe I Can Fly
- 2010년 꿈의 날개
- 2010년 It's Not Your Fault
- 2011년 사랑1년 (Season 8)
- 2016년 조금만 더 아파해도 될까요 (Season 9)
- 2016년 겨울

### OST
- 《드림 OST》 (2009년)
- 《공주가 돌아왔다 OST》 (2009년)
- 《공주의 남자 OST Part 5》 (2011년)
- 《컬러 오브 우먼 OST Part 2》 (2012년)
- 《일편단심 민들레 OST Part 3》 (2014년)